# Северная Македония на «Евровидении»
Северная Македония дебютировала на международном конкурсе песни «Евровидение» в 1998 году. Дебют мог состояться раньше, но в 1996 году македонская песня не прошла дополнительный отбор. Лучшего результата страна добилась на конкурсе 2019 года, Тамара Тодевска заняла 7 место с 305 баллами, получив наибольшее количество голосов от жюри.
До 2019 года по требованию Греции Северная Македония участвовала в песенном конкурсе «Евровидение» с добавлением к названию страны пояснения, что это «бывшая югославская республика» (англ. former Yugoslav Republic), поэтому в титрах, в статистике, в документах конкурса было принято написание F.Y.R. Macedonia.
Начиная с 2004 года, участники из Македонии постоянно занимали в полуфиналах места в десятке, которые давали возможность стране выступить в финале конкурса, но в финале они никогда не попадали в десятку, поэтому следующим представителям страны вновь приходилось проходить отбор в полуфинале.
Это происходило до конкурса 2008 года, на котором изменили формат: только первые девять мест в полуфинале автоматически выводят в финал, а десятую страну определяет жюри. Это изменение стало не на руку представителям Северной Македонии, в 2008 году её участники традиционно попали в десятку, но лишь на десятом месте, на место десятого финалиста жюри выбрало Швецию.
Музыкальный фестиваль в Скопье (Skopje Fest) является национальным отбором на «Евровидение».
Когда Македония была частью Югославии, её артисты ни разу не представляли её на «Евровидении».

## Участники
Победитель
     Второе место
     Третье место
     Четвертое место
     Пятое место
     Лучший результат
     Последнее место
     Автоматический проход в финал
     Не прошла в финал
     Не участвовала или была дисквалифицирована
     Несостоявшееся участие
| Год                           | Место проведения   | Исполнитель                       | Язык                             | Песня                 | Перевод                   | Финал              | Финал              | Полуфинал           | Полуфинал           |
| Год                           | Место проведения   | Исполнитель                       | Язык                             | Песня                 | Перевод                   | Место              | Баллы              | Место               | Баллы               |
| ----------------------------- | ------------------ | --------------------------------- | -------------------------------- | --------------------- | ------------------------- | ------------------ | ------------------ | ------------------- | ------------------- |
| 1996                          | Осло               | Калиопи                           | Македонский                      | «Само ти»             | «Только ты»               | Не прошла          | Не прошла          | 26                  | 14                  |
| 1997                          | Дисквалифицирована | Дисквалифицирована                | Дисквалифицирована               | Дисквалифицирована    | Дисквалифицирована        | Дисквалифицирована | Дисквалифицирована | Полуфиналов не было | Полуфиналов не было |
| 1998                          | Бирмингем          | Владо Яневски                     | Македонский                      | «Не зори, зоро»       | «Рассвет, не наступай»    | 19                 | 16                 | Полуфиналов не было | Полуфиналов не было |
| 1999                          | Дисквалифицирована | Дисквалифицирована                | Дисквалифицирована               | Дисквалифицирована    | Дисквалифицирована        | Дисквалифицирована | Дисквалифицирована | Полуфиналов не было | Полуфиналов не было |
| 2000                          | Стокгольм          | XXL                               | Македонский                      | «Сто посто те љубам»  | «Я тебя люблю на 100 %»   | 15                 | 29                 | Полуфиналов не было | Полуфиналов не было |
| 2001                          | Дисквалифицирована | Дисквалифицирована                | Дисквалифицирована               | Дисквалифицирована    | Дисквалифицирована        | Дисквалифицирована | Дисквалифицирована | Полуфиналов не было | Полуфиналов не было |
| 2002                          | Таллин             | Каролина Гочева                   | Македонский                      | «Од нас зависи»       | «Это зависит от нас»      | 19                 | 25                 | Полуфиналов не было | Полуфиналов не было |
| 2003                          | Дисквалифицирована | Дисквалифицирована                | Дисквалифицирована               | Дисквалифицирована    | Дисквалифицирована        | Дисквалифицирована | Дисквалифицирована | Полуфиналов не было | Полуфиналов не было |
| 2004                          | Стамбул            | Тоше Проески                      | Английский                       | «Life»                | «Жизнь»                   | 14                 | 44                 | 10                  | 71                  |
| 2005                          | Киев               | Мартин Вучич                      | Английский                       | «Make My Day»         | «Создай мой день»         | 17                 | 52                 | 9                   | 97                  |
| 2006                          | Афины              | Елена Ристеска                    | Английский, македонский          | «Нинанајна»           | «Нинанайна»               | 12                 | 56                 | 10                  | 76                  |
| 2007                          | Хельсинки          | Каролина Гочева                   | Македонский, английский          | «Мојот свет»          | «Мой мир»                 | 14                 | 73                 | 9                   | 97                  |
| 2008                          | Белград            | Тамара, Врчак и Адриан            | Английский                       | «Let Me Love You»     | «Позволь мне тебя любить» | Не прошли          | Не прошли          | 10                  | 64                  |
| 2009                          | Москва             | Next Time                         | Македонский                      | «Нешто што ќе остане» | «Что-то останется»        | Не прошли          | Не прошли          | 10                  | 45                  |
| 2010                          | Осло               | Гёко Танески                      | Македонский                      | «Јас ја имам силата»  | «У меня есть силы»        | Не прошёл          | Не прошёл          | 15                  | 37                  |
| 2011                          | Дюссельдорф        | Влатко Илиевски                   | Македонский, английский, русский | «Русинка»             | «Русская»                 | Не прошёл          | Не прошёл          | 16                  | 36                  |
| 2012                          | Баку               | Калиопи                           | Македонский                      | «Црно и бело»         | «Чёрное и белое»          | 12                 | 71                 | 9                   | 53                  |
| 2013                          | Мальмё             | Влатко Лозаноски и Эсма Реджепова | Македонский, цыганский           | «Пред да се раздени»  | «До рассвета»             | Не прошли          | Не прошли          | 16                  | 28                  |
| 2014                          | Копенгаген         | Тияна Дапчевич                    | Английский                       | «To the Sky»          | «К небу»                  | Не прошла          | Не прошла          | 13                  | 33                  |
| 2015                          | Вена               | Даниэль Каймакоски                | Английский                       | «Autumn Leaves»       | «Осенние листья»          | Не прошёл          | Не прошёл          | 15                  | 28                  |
| 2016                          | Стокгольм          | Калиопи                           | Македонский                      | «Dona»                | «Донна»                   | Не прошла          | Не прошла          | 11                  | 88                  |
| 2017                          | Киев               | Яна Бурческа                      | Английский                       | «Dance Alone»         | «Танцы в одиночестве»     | Не прошла          | Не прошла          | 15                  | 69                  |
| 2018                          | Лиссабон           | Eye Cue                           | Английский                       | «Lost and Found»      | «Потерянный и найденный»  | Не прошли          | Не прошли          | 18                  | 24                  |
| 2019                          | Тель-Авив          | Тамара Тодевска                   | Английский                       | «Proud»               | «Гордость»                | 7                  | 305                | 2                   | 239                 |
| 2020                          | Роттердам          | Василь                            | Английский                       | «You»                 | «Ты»                      | Конкурс отменён    | Конкурс отменён    | Конкурс отменён     | Конкурс отменён     |
| 2021                          | Роттердам          | Василь                            | Английский                       | «Here l Stand»        | «Я здесь стою»            | Не прошёл          | Не прошёл          | 15                  | 23                  |
| 2022                          | Турин              | Андреа                            | Английский                       | «Circles»             | «Круги»                   | Не прошла          | Не прошла          | 11                  | 76                  |
| Не участвовала с 2023 по 2025 |                    |                                   |                                  |                       |                           |                    |                    |                     |                     |

## Фотогалерея

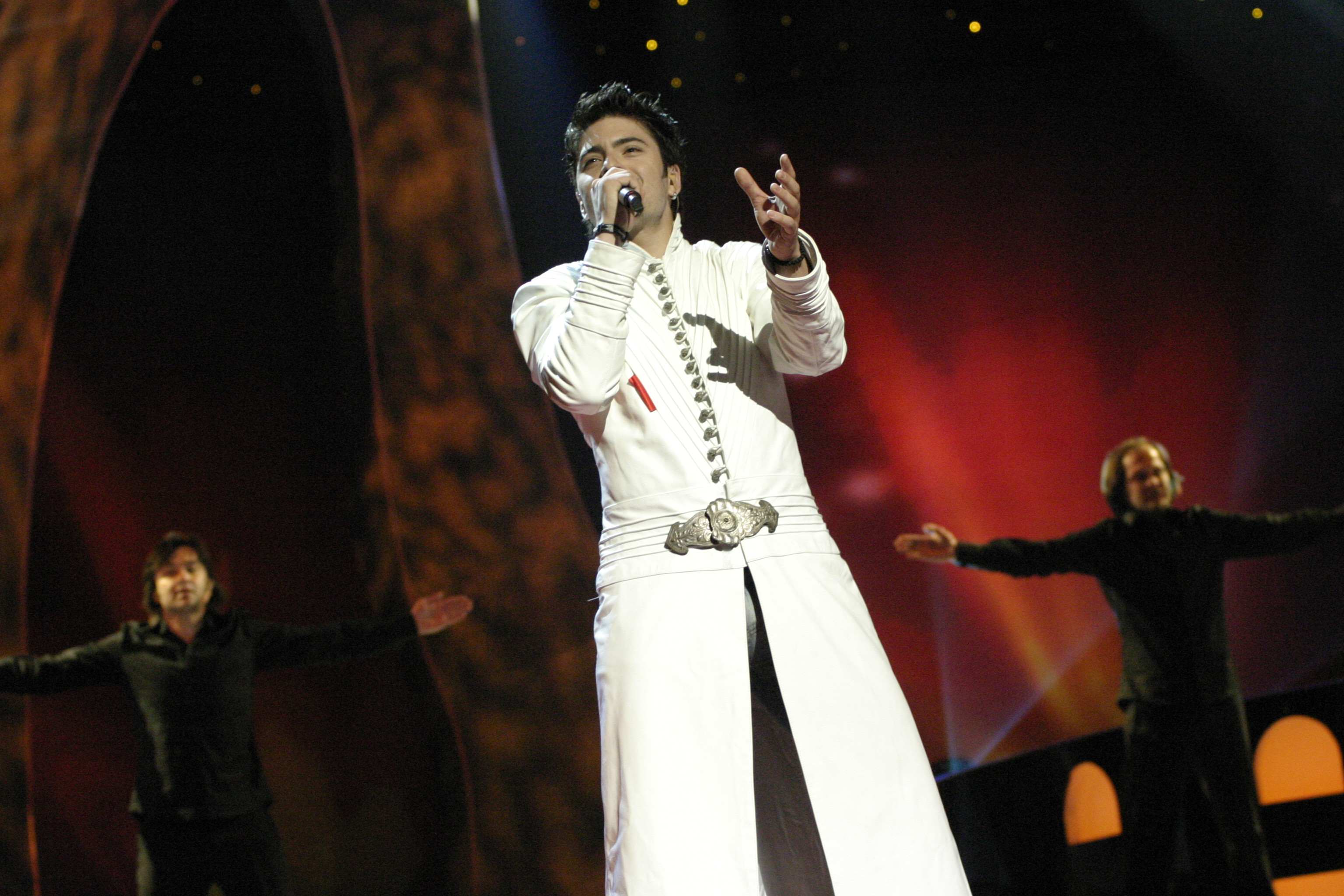
Тоше Проески с песней Life на Евровидении 2004  в Стамбуле
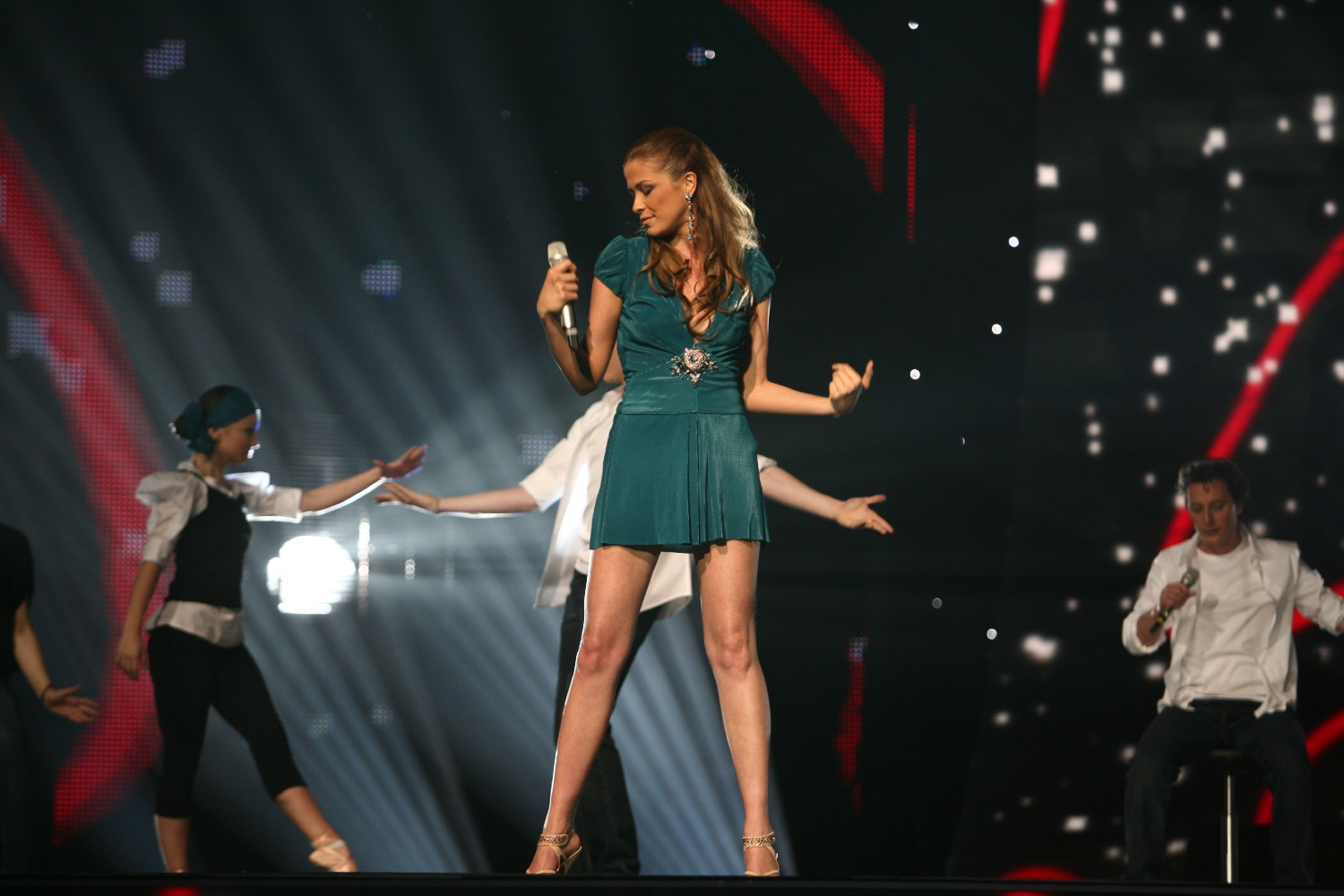
Каролина Гочева с песней Мојот свет на Евровидении 2007  в Хельсинки
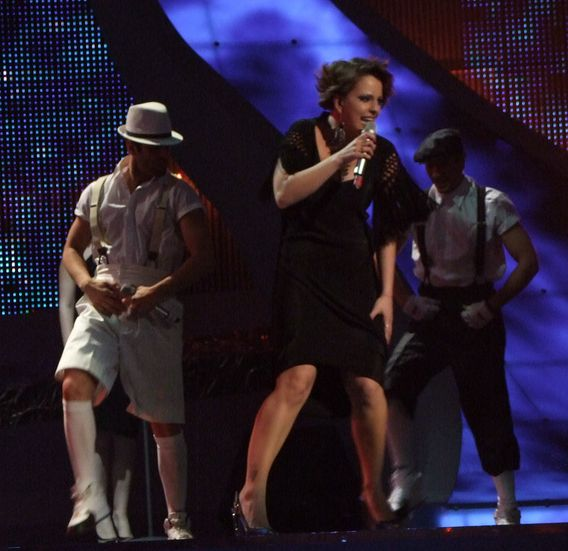
Тамара, Врчак и Адриан с песней Let Me Love You на Евровидении 2008  в Белграде
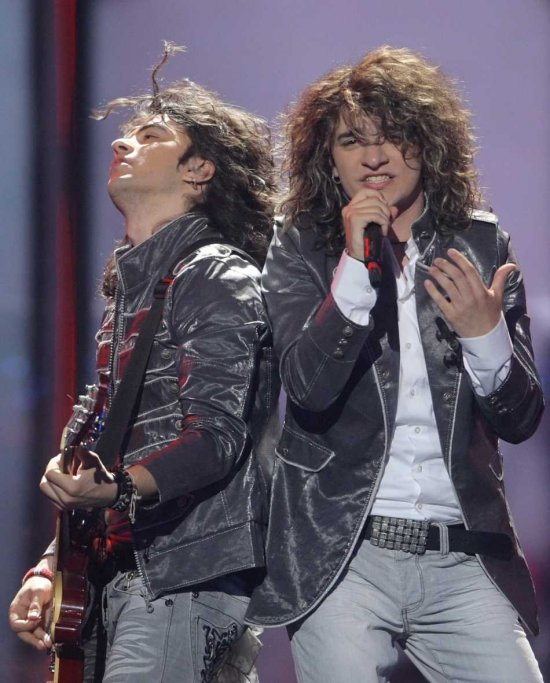
Next Time с песней Нешто што ќе остане на Евровидении 2009  в Москве
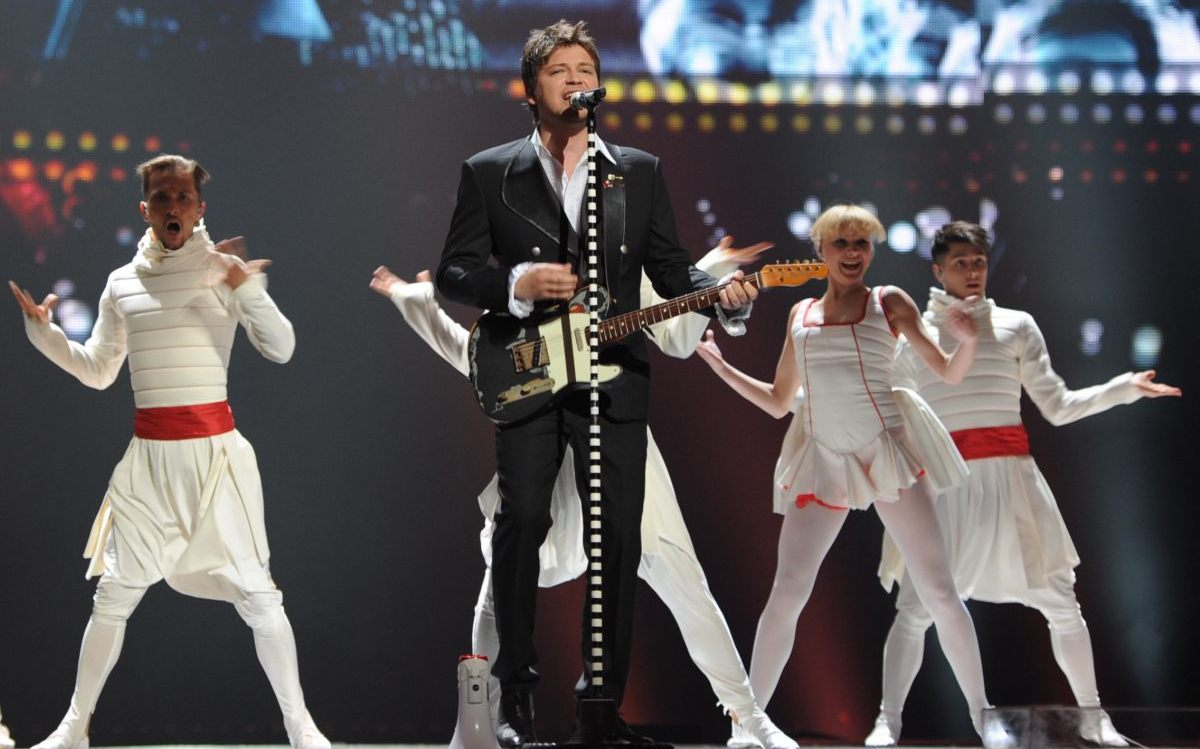
Влатко Илиевски с песней Русинка на Евровидении 2011  в Дюссельдорфе
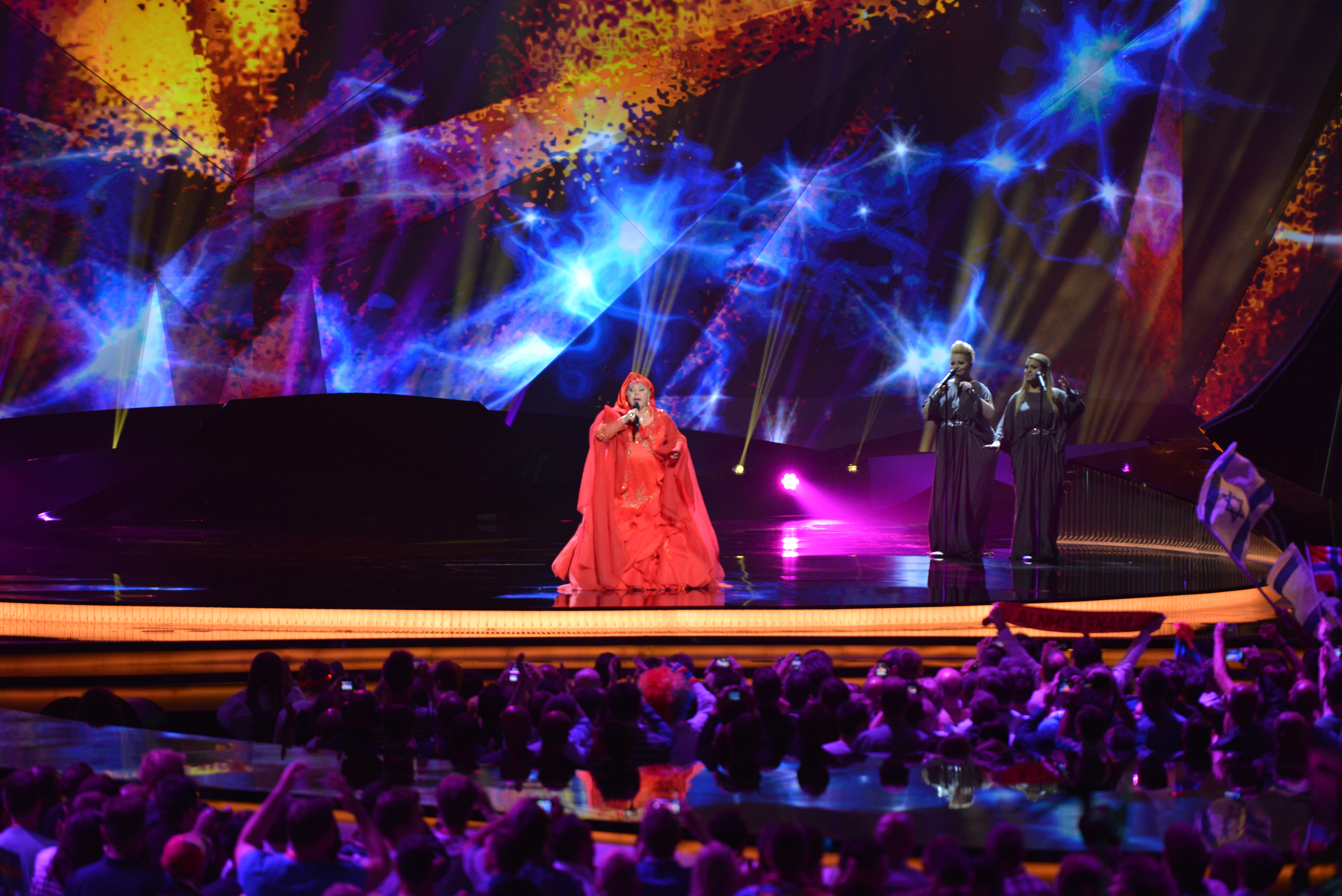
Esma & Lozano на Евровидении 2013  в Мальмё
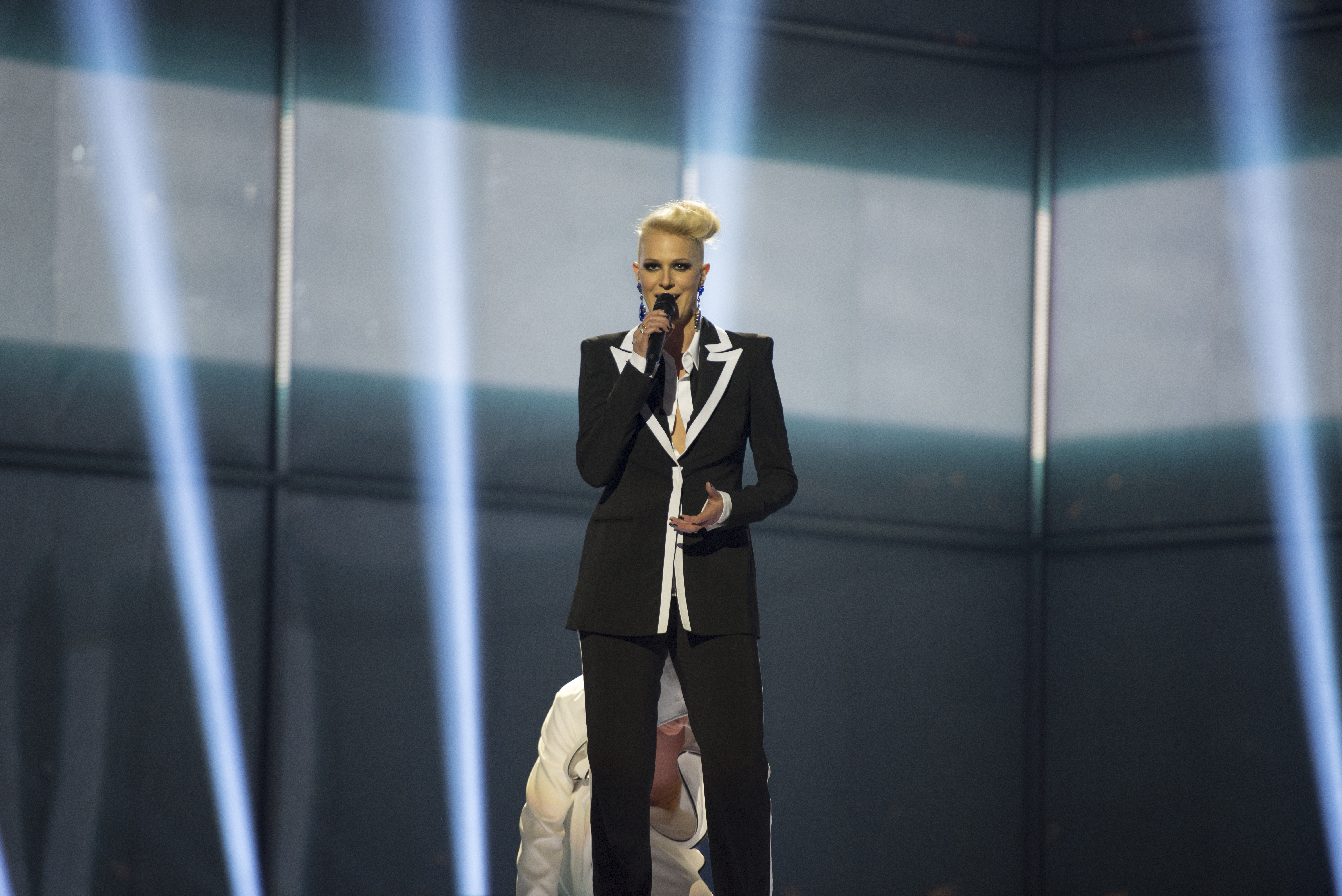
Тияна Дапчевич на Евровидении 2014  в Копенгагене
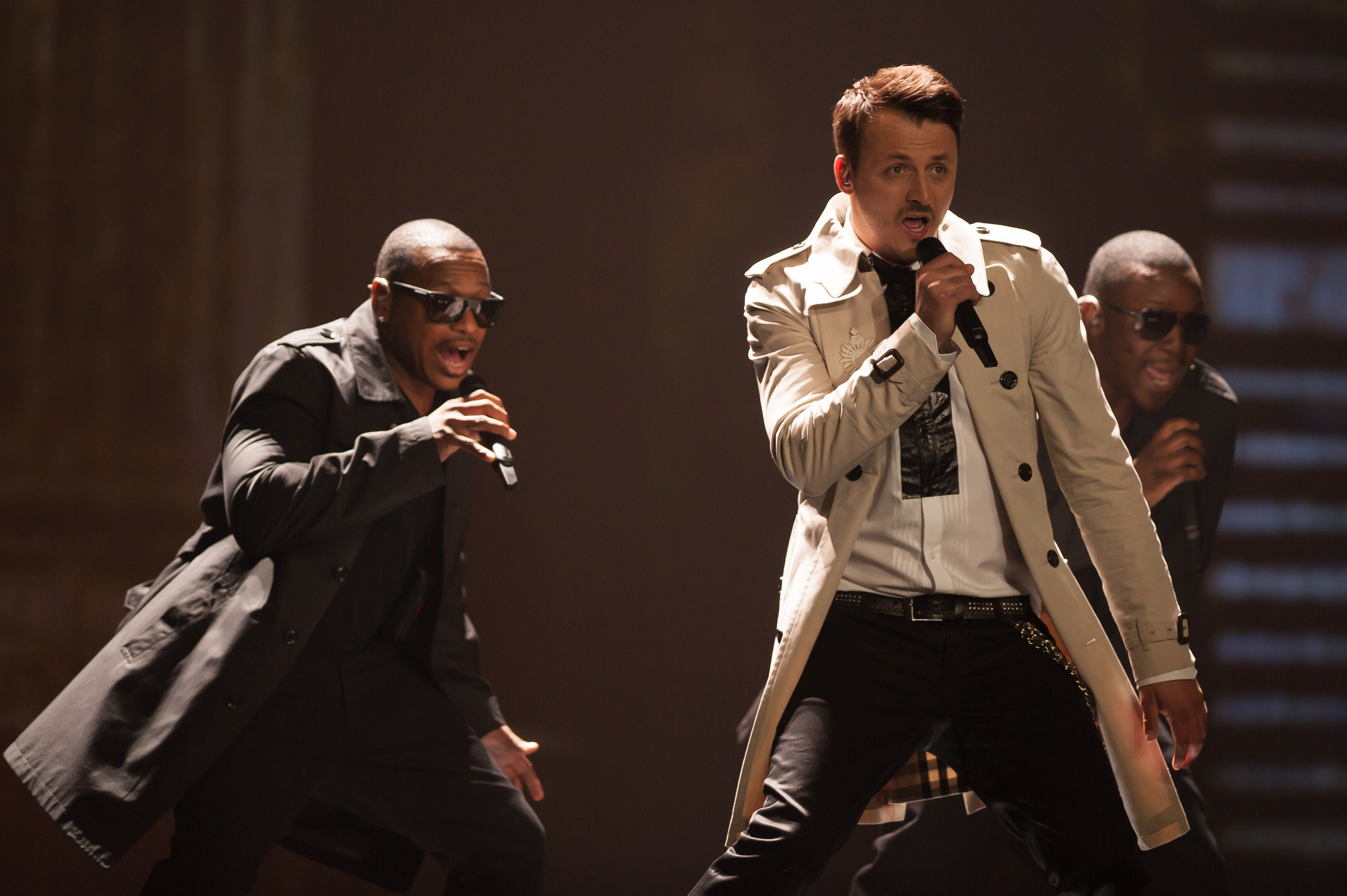
Даниэль Каймакоски на Евровидении 2015 в Вене
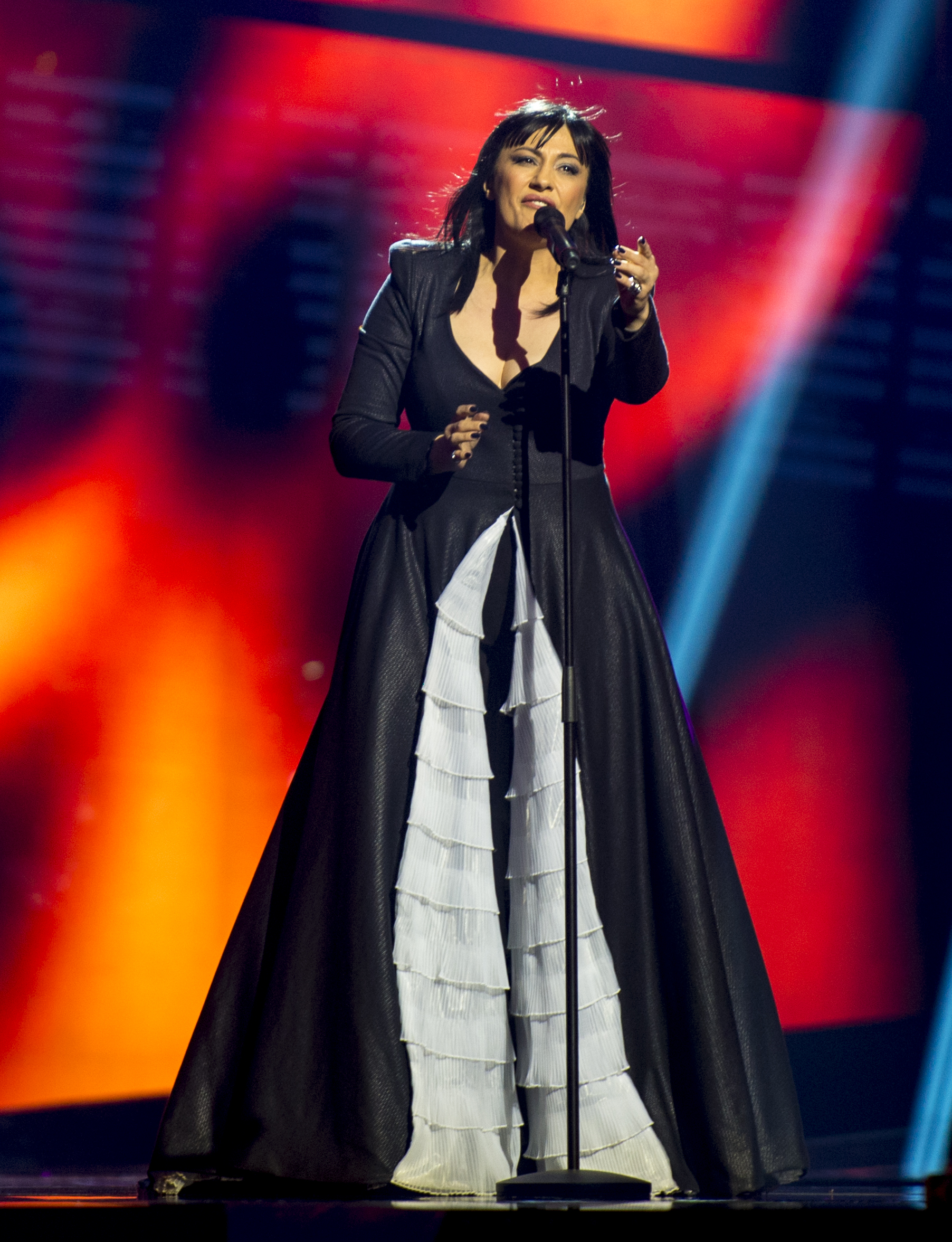
Калиопи с песней Дона на Евровидении 2016 в Стокгольме
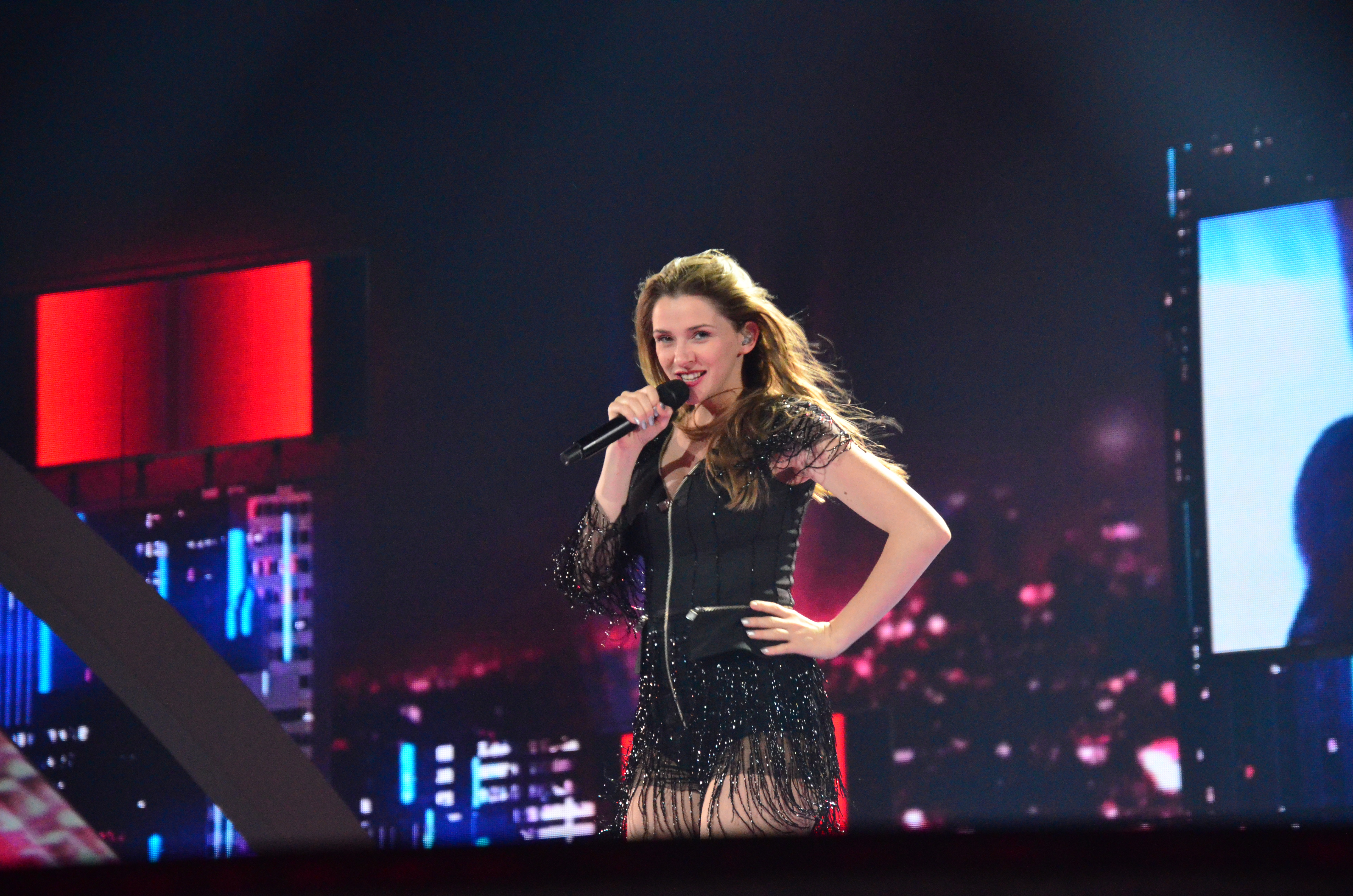
Яна Бурческа с песней Dance Alone на Евровидении 2017 в Киеве
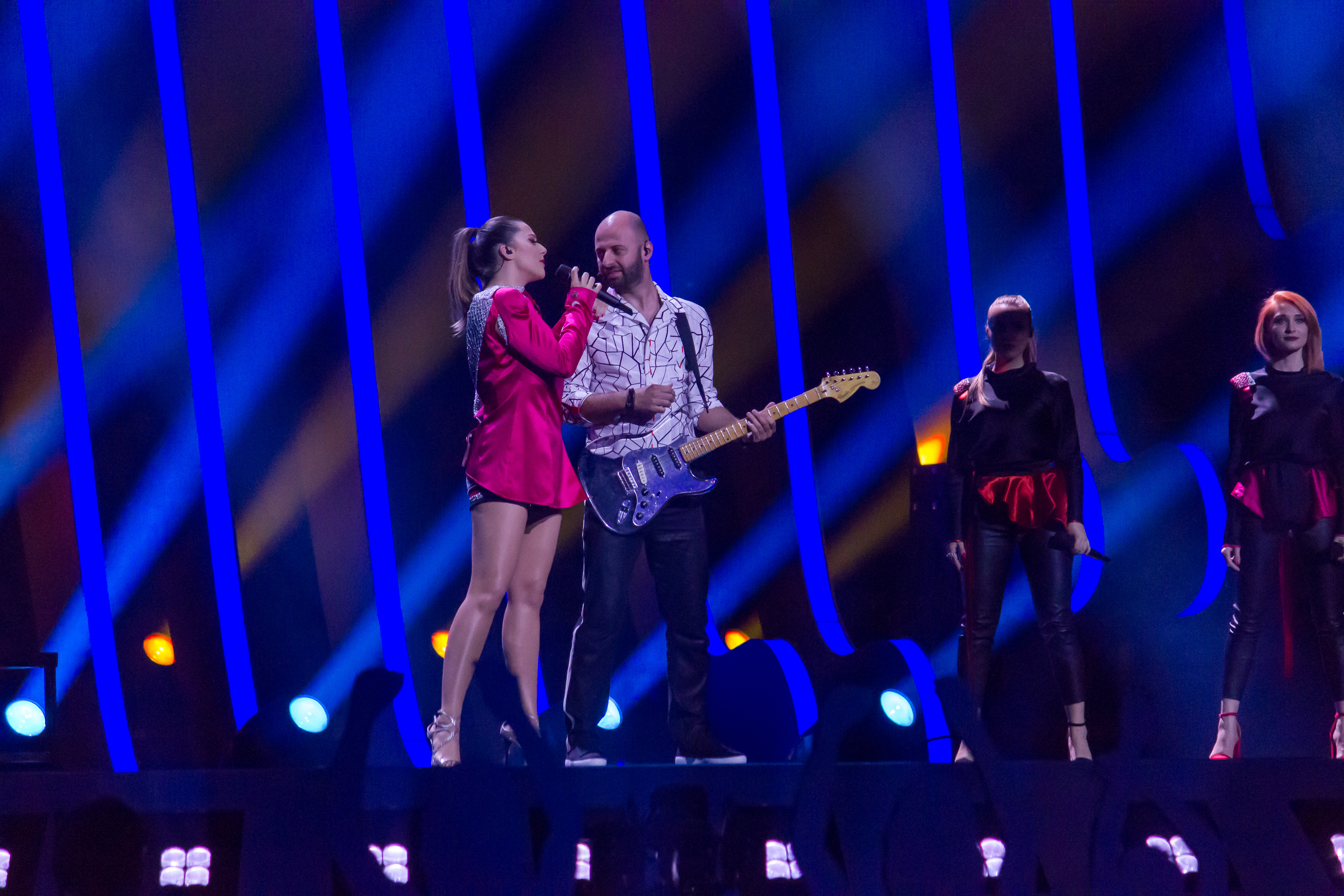
Eye Cue с песней Lost And Found на Евровидении 2018  в Лиссабоне